# Willem Prinzen

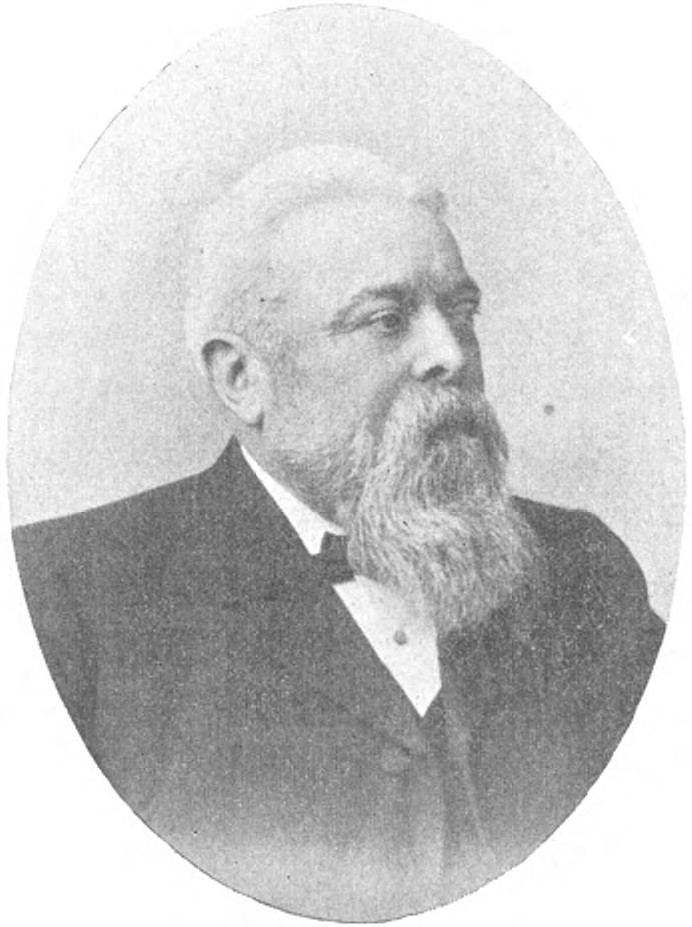
Willem Prinzen

Wilhelmus Josephus Hubertus Prinzen (Helmond, 1 februari 1847 - Helmond, 14 februari 1919) was een Helmonds fabrikant en politicus.
Hij was de zoon van de textielfabrikant Wijnandus Prinzen en Henrica Raymakers, dochter van een textielfabrikant.
Willem Prinzen was achtereenvolgens gehuwd met Catharina Maria Josephina van Moll en Christina Schillemans. 
Samen met zijn broer Antoon Prinzen  was hij firmant in de textiel- en margarinefabriek Prinzen & Van Glabbeek, die zich bevond aan de Ameidewal te Helmond.
De textielfabriek Prinzen & Van Glabbeek werd opgericht in 1857 en was een voortzetting van het voorvaderlijk textielbedrijf, de margarinefabriek - een afzonderlijke onderneming - in 1876 en vloeide mede voort uit de internationale boterhandel die de firma dreef. Hier werd vanaf 1901  Prinzen's 'Ballon' Margarine  vervaardigd.
Voor de margarinefabricage in het nabije buitenland gingen de firmanten Willem en Antoon Prinzen joint-ventures aan met Anton Jurgens' Margarinefabrieken en er werden dochterondernemingen opgericht in Goch (1888; Holländische Margarine Werke Jurgens & Prinzen GmbH) en Merksem nabij Antwerpen (Anton Jurgens, Prinzen & Cie., 1895). In 1905 sloot de margarinefabriek en werd de productie naar de fabriek van Van den Bergh te Rotterdam overgeplaatst. Een deel van het personeel ging ook daarheen over, evenals de inventaris en de merknamen.
Prinzen was het voorbeeld van een patriarchale fabrikant. Hij steunde het plaatselijke verenigingsleven voor zover dat van katholieke signatuur was, het Rooms-Katholiek Werklieden Verbond, onderwijs, missie en liefdadigheid. Hij werd wel de groot-financier van onze katholieke emancipatie genoemd, en ook de nooit ledige geldzak van dr. Schaepman genoemd.
Niet alleen wist hij achter de schermen de (in zijn ogen) juiste kandidaten voor de Kamervoorzieningen te arrangeren, ook direct was hij politiek actief.
Van 1875-1911 was hij lid van de Gemeenteraad van Helmond. Van 1874 tot 1890 was hij lid van de Provinciale Staten van Noord-Brabant en van 1890-1913 was hij lid van de Eerste Kamer der Staten-Generaal. Daar maakte hij aanvankelijk deel uit van een groep conservatieve katholieken, die zich pas geleidelijk tot een partij, de Roomsch-Katholieke Staatspartij (RKSP), zou ontwikkelen.
In Helmond is een doorgaande straat en was een plein naar hem genoemd.